# Hulkortmaskine
En hulkortmaskine er en maskine, der er bygget til at producere eller behandle hulkort. 
De første hulkortmaskiner fremkom i 1890 baseret på Herman Holleriths patent. Ved den forrige folketælling i USA i 1880 havde opgørelsen af de enkelte indberetninger taget adskillige år, og man frygtede, at 1890-optællingen ikke ville være klar, før den næste folketælling i år 1900. Tiden var derfor moden til Holleriths opfindelse. Opfindelsen bestod af et antal hullemaskiner, hvormed man kunne registrere de forskellige data som huller i kartonkort og et antal tabuleringsmaskiner, der kunne lave forskellige sammentællinger af de registrerede data. Hollerith skabte et firma, Tabulating Machine Company, som senere blev købt af Thomas J. Watson Sr., der grundlagde IBM i 1914.
Hulkortmaskinerne blev efterhånden mere og mere avancerede og kunne tælle sammen, foretage enkelte beregninger, træffe forudkodede beslutninger og udskrive lister af forskellig slags. Programmerne blev i den senere tid fremstillet ved at trække ledninger på koblingstavler, der koblede de forskellige funktioner sammen med bestemte tilstande og data. En koblingstavle med et bestemt program kunne erstattes med tavler med andre programmer. Funktionaliteten var dog temmelig begrænset i forhold til de senere computere. Mange lande oprettede før og efter 2. Verdenskrig hulkortcentraler til statistisk og anden administrativ databehandling. IBM leverede maskinerne. 
Efter 2. Verdenskrig begyndte computerne at blive udviklet og få bredere anvendelse. Visse hulkortmaskiner fik anvendelse her til indlæse data og programmer, opbevare data og producere nye data til senere behandling. 
Typisk havde en større edb-installation et antal af flg. maskiner:
- Hullemaskine (eng. key punch). Betjentes med et tastatur. Ved tryk på en taste, hulledes de tilsvarende positioner på kortet, og kortet blev kørt en kolonne frem. Maskinen kunne kopiere data, der gik igen fra kort til kort (f.eks. datoer). Indtastningen skete ud fra et hullebilag. Operatørerne var ofte kvinder og betegnedes hulledamer. Senere, da skærmterminaler blev almindelige, skiftede titlen til tasteoperatører.
- For at sikre høj kvalitet af de indhullede data, kunne man foretage en kontrolhulning. Ved en tilsvarende maskine (evt. den samme med en omstilling) tastede en anden operatør de samme data fra hullebilagene ind en gang til. I stedet for at lave nye huller, sammenlignede maskinen det tastede med de huller, der var på kortet i forvejen. Var der forskel, gjorde maskinen opmærksom på dette.
- Sorteremaskine. En maskine, der kunne sortere en stak hulkort efter hullerne i en bestemt kolonne. Ved flere gennemløb kunne man således sortere kortene efter f.eks. linjenumre/sekvensnumre. Meget relevant, hvis man havde tabt en stak kort.
- Kollator. En maskine, der kunne flette to stakke sorterede hulkort, således at den nye stak også var sorteret.
- Kortlæser (eng. card reader). Denne maskine kunne hurtigt indlæse en stak hulkort til computerens interne lager. Man kunne læse mellem 600 og 2.000 kort pr. minut afhængigt af maskinen.
- Korthuller (eng. card punch). Må ikke forveksles med key punch'en. Denne maskine fungerede som en af flere output-enheder på en computer og kunne danne kort med nye data til opbevaring og senere behandling, evt. på en anden maskine. Den kunne producere mellem 200 og 600 kort pr. minut. Teknikken blev efterhånden erstattet af de hurtigere og bekvemmere magnetbånd.

Hulkortmaskiner blev brugt i stigende omfang og havde deres storhedstid i 1960'erne og 1970'erne, indtil moderne computerteknologi og teknologi til lagring af data afløste dem.